# Numéro six (Le Prisonnier)
Pour les articles homonymes, voir Numéro six.

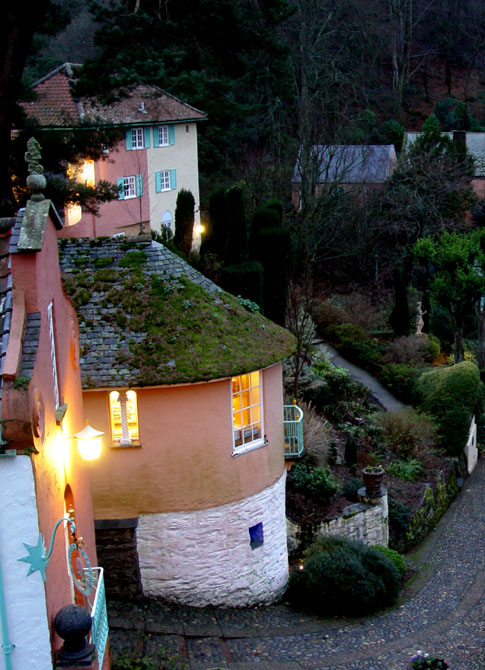
Portmeirion - La maison du numéro 6 dans la série originale.

Numéro six (ou Numéro 6) est le personnage principal de la série télévisée  Le Prisonnier créée par George Markstein et Patrick McGoohan en 1967.

## Biographie
Le Numéro 6 est prisonnier dans un lieu appelé « Le Village ». Il se réveille tous les matins sur ce qui semble, a priori, être une île accueillante mais se révèle être une prison. Numéro 6 tente dans chaque épisode de s'en échapper. Ceux qui l'ont enfermé veulent tout savoir de son passé. Des interrogatoires, pièges et stratagèmes sont menés par le Numéro 2.

## Œuvres où le personnage apparaît
- Le Prisonnier (1967-1968) avec Patrick McGoohan
- Le Prisonnier (2009) avec Jim Caviezel